# Volleyball (Sportgerät)

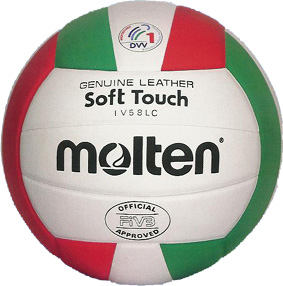
Hallenvolleyball Molten IV58LC

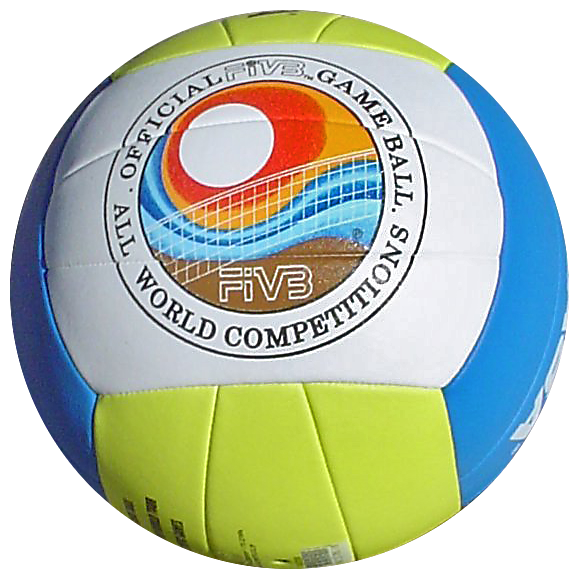
Beachvolleyball Mikasa VLS200

Ein Volleyball ist das Spielgerät der gleichnamigen Mannschaftssportart.

## Form und Maße
Ein Volleyball ist kugelförmig und besteht aus einer weichen Leder- oder Kunststoffhülle. Im Inneren enthält er eine Blase aus Gummi oder ähnlichem Material. Der Ball kann einfarbig und hell sein oder aus einer Kombination von Farben bestehen. Der Umfang muss 65 bis 67 cm und das Gewicht 260 bis 280 g betragen. Der Innendruck beträgt 294,3 bis 318,82 mbar.

## Herstellung
Ein Volleyball wird im Prinzip genauso wie ein Fußball hergestellt. Die Bälle für Hallenvolleyball werden oft geklebt, die für Beachvolleyball dagegen genäht. 

## Offizielle Bälle
Für internationale und nationale Volleyballwettbewerbe gibt es unterschiedliche offizielle Spielbälle.

### International
Bei internationalen Bewerben müssen alle Bälle bezüglich auf Fabrikat, Umfang, Farbe etc. die gleichen Merkmale aufweisen. Auf die freien Stellen wird oft das Logo der jeweiligen Veranstaltung aufgebracht.

### Deutschland
Bis 2008 wurde der Mikasa MVP200 für deutsche Länder- und Bundesligaspiele verwendet. Mit der Saison 2008/09 wurde der MVP200 durch das Modell MVA200 ersetzt. Dieser weist eine neue Oberfläche auf, durch die er weniger stark von den Armen des Annahme- oder Abwehrspielers abprallt. Seit der Saison 2019/2020 ist Mikasa V200W der offizielle Spielball und der Volleyball-Bundesliga und mehrerer untergeordneter Landesverbände. 

#### Regional- und Freizeitsport
In manchen Landesverbänden wird der Molten IV58LC für Frauen-, Männer-, Senioren- und Jugendspiele außerhalb der nationalen Ligen genutzt. Außerdem wird er im Schul- und im Freizeitsport verwendet. Es werden auch Kampagnen, wie beispielsweise Jugend trainiert für Olympia, durch ein entsprechendes Logo auf dem Ball präsentiert. Für jeden Balltyp gibt es ein Prüfzeichen.

### Beachvolleyball
Der Mikasa VLS300 ist offizieller Spielball bei internationalen und nationalen Beachvolleyballwettbewerben. Er kann Indoor- und Outdoor- auf Sand gespielt werden. Er besitzt ein Prüfzeichen. 
Auf den Turnierserien einiger deutscher Landesverbände ist der Molten MBVBM offizieller Spielball.

## Hersteller
Hersteller von Hallen- und Beachvolleybällen, sowie anderer Volleyballartikel, sind:
- Adidas
- Allsix
- Derbystar
- Erima
- Gala
- Mikasa
- Molten
- Powerplay
- Rucanor
- Spalding
- Wilson

Die beiden prominentesten Hersteller von Volleyballartikeln sind die japanischen Unternehmen Mikasa und Molten.